# Alguer
Alguer (en italiano: Alghero; en catalán: L'Alguer; en sardo: S'Alighera; en sassarés: L'Aliera) es una ciudad situada en la provincia de Sácer en el noroeste de la isla de Cerdeña (Italia). Cuenta con unos 42 282 habitantes (31 de marzo de 2023). En la actualidad todavía se la conoce como la Barceloneta sarda. La ciudad conserva el uso de la lengua catalana, reconocida como un valor a proteger por la región de Cerdeña, bajo el nombre de dialecto alguerés.
El casco antiguo muestra muchos rasgos urbanísticos y arquitectónicos comunes a las ciudades medievales de los territorios que formaron parte de la Corona de Aragón. Las murallas y torres, allí donde se han conservado, son muy características de la ciudad, así como su puerto deportivo, situado a los pies del centro histórico. Cerca se encuentra el aeropuerto internacional de Alguer-Fertilia.
Alguer es la tercera ciudad universitaria de la isla después de Casteddu y Sácer, y la sede del departamento de arquitectura, diseño y urbanística de la Universidad de Sassari.

## Historia
La zona de la actual Alguer ha estado poblada desde tiempos prehistóricos. El territorio de Alguer comenzó su historia durante el período Neolítico. La Cueva Verde, una cueva sumergida en el promontorio de Capo Caccia, ha sido frecuentada desde el antiguo Neolítico (siglos VI-siglo V a. C.): las cerámicas encontradas pertenecen a la facies local llamada "Filestru-Grotta Verde", con vasos globulares o piriformes de fondo convexo y con decoración impresa, en parte de tipo cardial. Otros fragmentos de cerámica pertenecen a la cultura de Bonu Ighinu, del Neolítico medio (V-siglo IV a. C.).
En el período neolítico reciente (3500 a. C.-2700 a. C.) hay tumbas subterráneas, como el domus de janas en grupos o en necrópolis, entre ellas la de Anghelu Ruju, perteneciente a la cultura de Ozieri.
Los numerosos hallazgos (vasos, estatuillas de la diosa madre, armas, collar vago y más) permiten atribuir la necrópolis al Neolítico final (cultura de Ozieri 3200-2800 a. C.) y atestiguan su uso hasta la Edad del Cobre y del Bronce. La cultura Ozieri estuvo presente aquí en el 4.º milenio a. C. (Necrópolis de Anghelu Ruju), mientras que la civilización Nuraga se asentó en la zona alrededor del 1500 a. C.
Los fenicios llegaron en el siglo VIII a. C. y la ciudad metalúrgica de Sant'Imbenia - en la zona de Alguer -, con una población mixta fenicia y nurágica, se dedicó al comercio con los etruscos en la península italiana.
La presencia fenicia es escasa, vinculada a la necrópolis púnico-romana de Sant'Imbenia, ya que en todo el norte de Cerdeña y en la época romana la vida siguió sin apariencia de continuidad. Algunas villas rústicas se ven cerca del nuraga, como la villa romana de Santa Imbenia. Tanques en las fábricas de cemento atestiguan la continuación del culto en un pozo nurágico sagrado en la localidad "La Purísima". El puente romano de Fertilia sobre el canal que conecta el estanque de Calich con el mar, originalmente con 24 arcos, conectaba el Ninpheus Portus con la estación romana de Carbia y fue renovado en la época medieval. En 2007, en las laderas del monte Carru, una colina adyacente a la Purísima, salió a la luz una necrópolis con más de 400 tumbas que datan del período republicano e imperial.
Debido a su posición estratégica en el Mar Mediterráneo, Alguer se había convertido en una ciudad portuaria fortificada en 1102, construida por la familia genovesa Doria. Los Doria gobernaron Alguer durante siglos, aparte de un breve período bajo el gobierno de Pisa entre 1283 y 1284. La población de Alguer creció más tarde debido a la llegada de los colonos catalanes. A principios del siglo XVI, Alguer recibió el reconocimiento papal como obispado y el estatuto de Ciudad del Rey y se desarrolló económicamente.
Históricamente, la ciudad fue fundada a principios del siglo XII entre 1102 y 1112, cuando se permitió a la noble familia Doria de Génova construir el primer núcleo histórico en una sección vacía de la costa de la parroquia de Nulauro en la Judicatura de Torres (Sácer). Durante dos siglos permaneció en la órbita de las repúblicas marítimas, en primer lugar la genovesa, aparte de 1283-1284 cuando los pisanos pudieron controlarlo durante un año. Es plausible que en esta época la ciudad compartiera, dado su carácter comercial y multiétnico, un idioma similar al naciente sasarí.
En el contexto de la guerra entre Aragón y los juzgados sardos apoyados por Génova, la marina de guerra aragonesa expulsó en 1354 a los genoveses, quienes habían fundado la ciudad en 1102 durante el gobierno de la familia Doria. Como fue repoblada por catalanes de la Corona de Aragón, el catalán pasó a ser el idioma habitual en la ciudad. 
En 1541, el emperador Carlos V vino de visita acompañado por el almirante Andrea Doria, señalando las cualidades que lo hacían tan atractivo en el pasado, y tal vez acuñando la famosa expresión "Sed todos los caballeros".
En 1652, Alguer fue golpeada de nuevo por la peste, traída a la ciudad por un barco catalán. Algunas personas de Alguer emigraron a otras partes de la isla con la esperanza de salvarse, pero tuvieron el efecto de propagar la plaga, que afectó duramente a Cerdeña durante cuatro años. En 1720 el Reino de Cerdeña pasó a la Casa de Saboya, sin que esto haya traído cambios en la tradición cultural y lingüística de Alguer.
La Corona de Aragón hasta 1707 y el Reino de España, después, mantuvieron su dominio (como en el resto de la isla) hasta 1720, en que pasó a manos del Piamonte.
Durante la época fascista, parte de los pantanos circundantes fueron recuperados y se fundaron los suburbios de Fertilia y S.M. La Palma. Durante la Segunda Guerra Mundial, Alguer fue bombardeada por la aviación estadounidense y su centro histórico sufrió grandes daños, sobre todo por el bombardeo del 17 de mayo de 1943. La presencia de la malaria en el campo fue finalmente superada en la década de 1950.
Desde entonces, Alguer se ha convertido en un popular centro turístico.

## Geografía física

### Situación

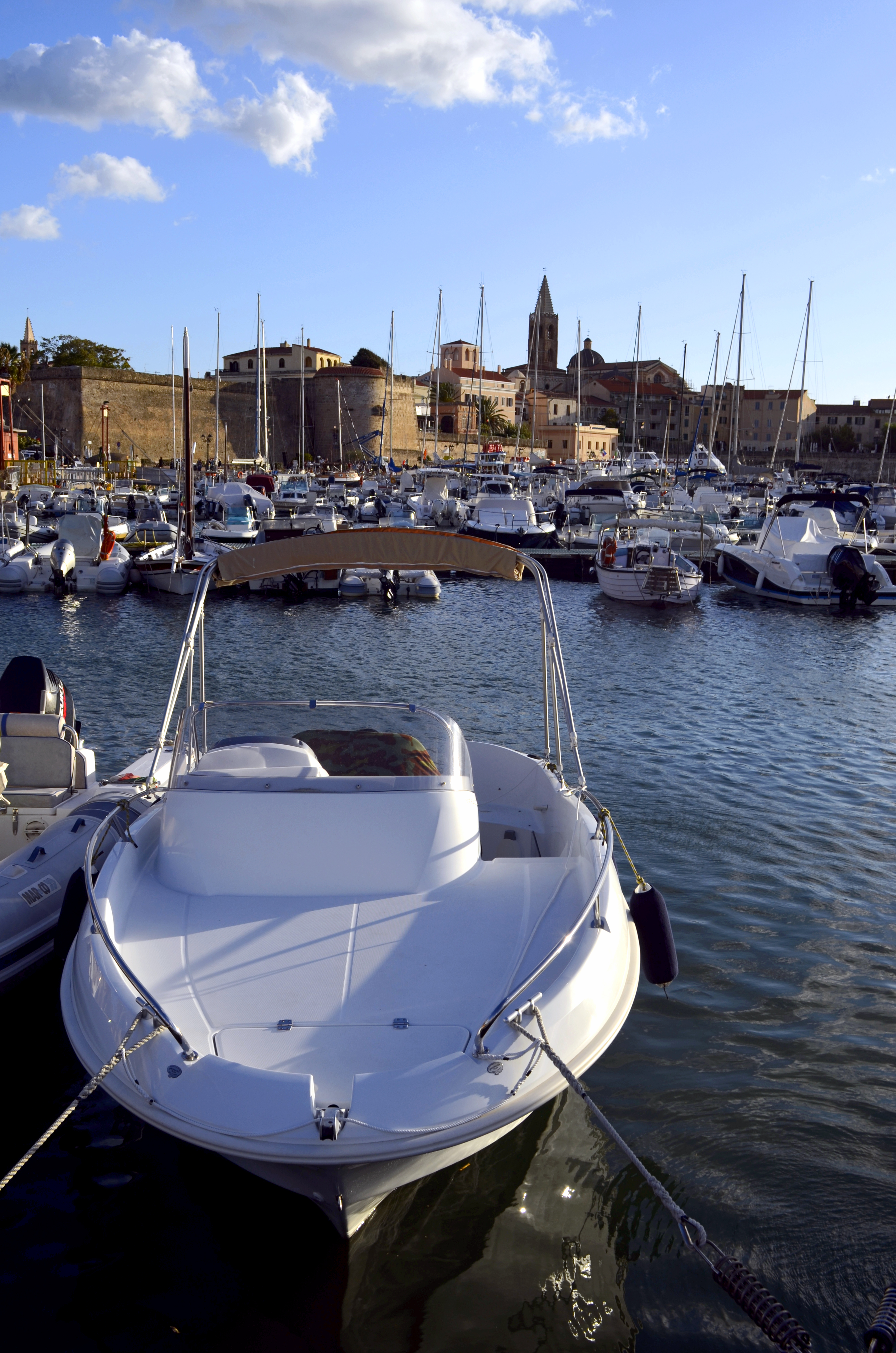
Puerto de la ciudad de Alguer.

Alguer se sitúa en el noroeste de Cerdeña, en la bahía homónima. Al norte del área urbana se encuentra la planicie de Nurra, al noroeste los sistemas cársticos de Capo Caccia, Punta Giglio y el Monte Doglia. El sur de la ciudad presenta un territorio formado principalmente por montañas y los planaltos de Villanova Monteleone y Bosa, en la última de las cuales se originan algunos ríos, lo que favoreció la agricultura.

### Clima
El clima de Alguer es leve por la presencia de la brisa que atenúa las temperaturas especialmente en verano. Los veranos son cálidos y agradables como en la mayor parte del Mediterráneo. Al norte de la ciudad hay dos observatorios meteorológicos donde se hacen las previsiones de corto y medio plazo para todo el norte de la isla. Esta medición es enviada para los principales medios de comunicación nacionales y regionales.

## Patrimonio
Las múltiples etapas históricas que Alguer ha vivido dejaron un legado de una variedad de monumentos, edificios y lugares de interés muy rica. Desde el neolítico, época de la cual aún se tienen vestígios, hasta la actualidad, en las últimas décadas Alguer se ha desarrollado como ciudad turística no solo por sus playas y atractivos naturales sino también por contar con un patrimonio muy bien conservado.

### Sitios arqueológicos
Innúmeros sitios arqueológicos extraurbanos: la necrópolis Anghelu Ruju (donde puede visitarse la Domus de Janas, la colina de Santu Pedro, la villa romana de Santa Imbenia, el local de la Purísima (donde se cree que existía la ciudad perdida de Carbia) y el complejo nurágico Palmavera, así como varios nuragues más o menos preservados distribuidos por todo el territorio.

### Fortificaciones
El primer sistema de fortificaciones de la ciudad remonta al siglo XIII y fue importado del sistema genovés. En 1354 la ciudad fue ocupada por la Corona Aragonesa, que restauró y expandió el sistema defensivo, entonces en mal estado. De la antigua muralla genoveso-aragonesa permanecen solo algunas características; su mayoría, de hecho, datan del siglo XVI y fueran construidas por voluntad expresa de Fernando el Católico, quien, considerando que las estructuras degradadas no garantizaban ya la protección de la ciudad, ordenó su reconstrucción. A lo largo de los muros hay 7 torres y 3 fuertes.

## Territorio
Otra de las características de Alguer es su paisaje. Fuera del centro histórico y del resto de barrios urbanos, el vasto territorio alguerés comprende múltiples playas, bahías y parques naturales, siendo el promontorio de Capo Caccia y su faro uno de los iconos de la ciudad.

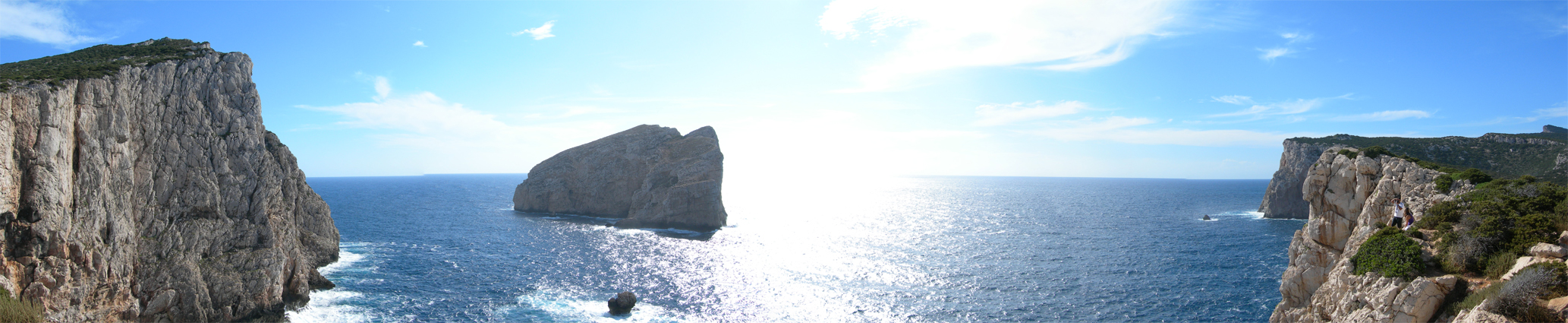
Panorama de la Isola Foradada

### Costa y playas principales
- Spiaggia di Poglina o della Speranza.
- San Giovanni.
- Lido.
- Maria Pia.
- Le Bombarde.

### Parques naturales y reservas
- Area naturale marina protetta Capo Caccia - Isola Piana.
- Parco regionale di Porto Conte.

## Demografía

### Evolución demográfica
| Gráfica de evolución demográfica de Alguer entre 1861 y 2006 |
|                                                              |
| Fuente ISTAT - elaboración gráfica de Wikipedia              |

### Población inmigrante
El 31 de diciembre de 2014, en Alguer había 1728 ciudadanos extranjeros, que conformaban el 3,92% de la población total. Sus principales nacionalidades eran:
| - Rumanía: 507 - Bangladés: 142 - China: 131 - Senegal: 97 - Reino Unido: 77 | - Bosnia-Herzegovina: 63 - Ucrania: 58 - Polonia: 48 - Alemania: 46 - Nigeria: 38 |

### Lenguas

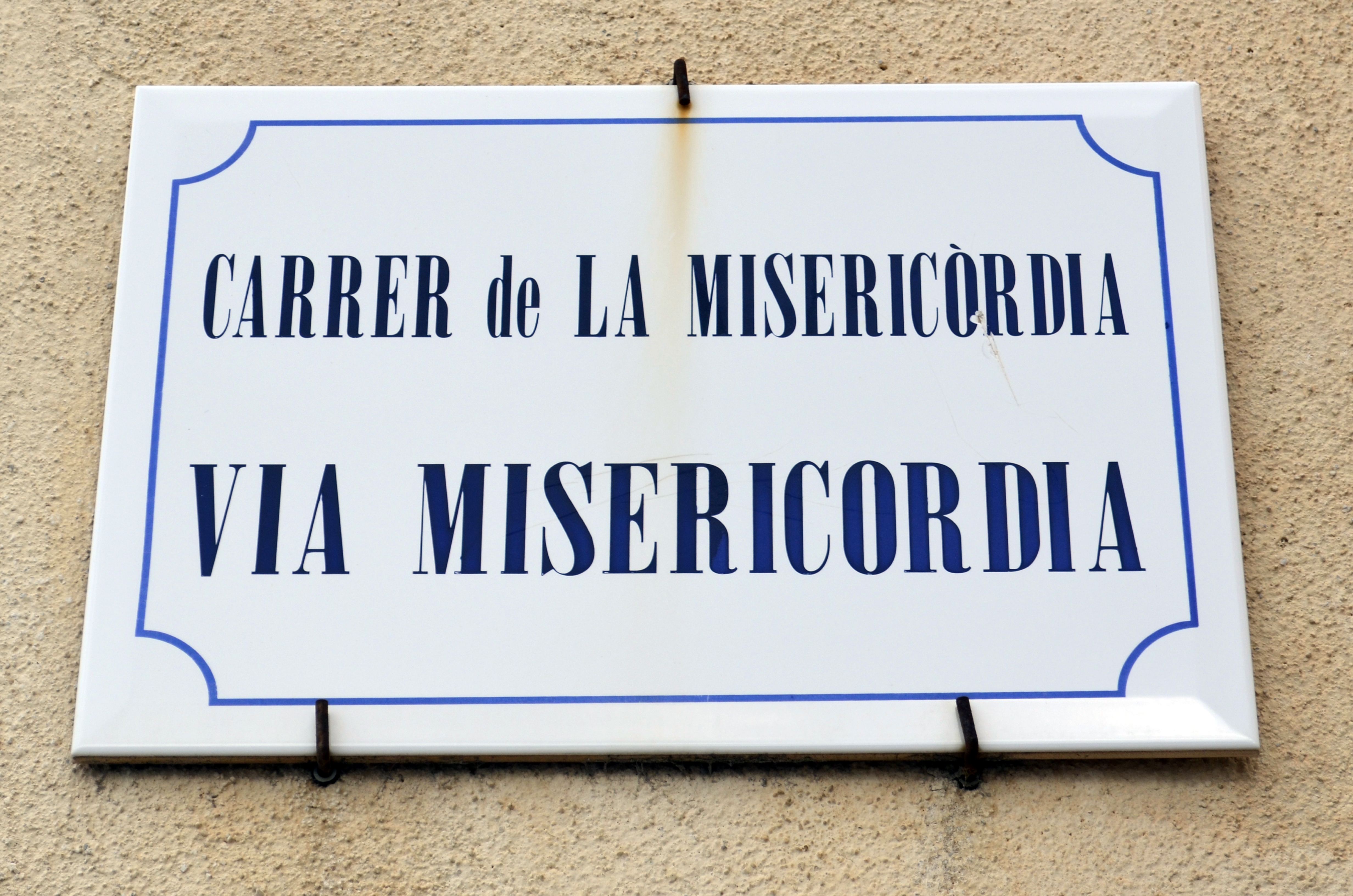
Placa bilingüe en catalán e italiano

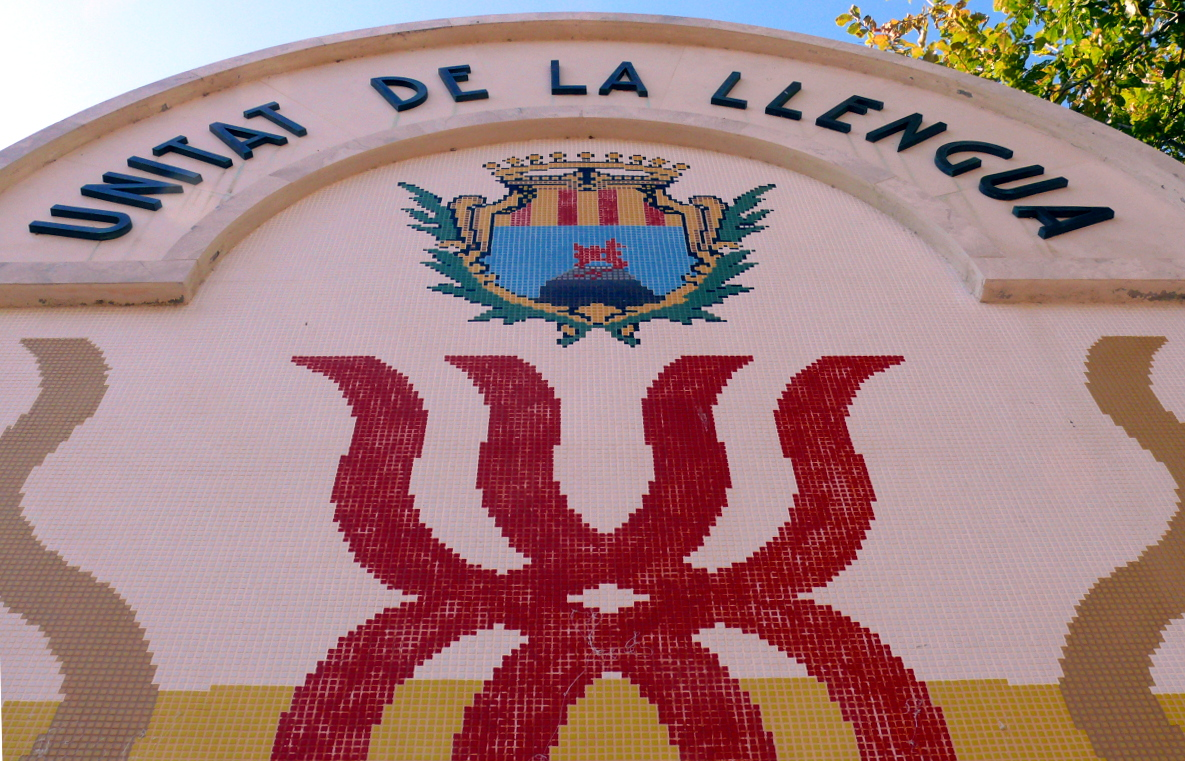
Monumento a la unidad de la lengua en Alguer

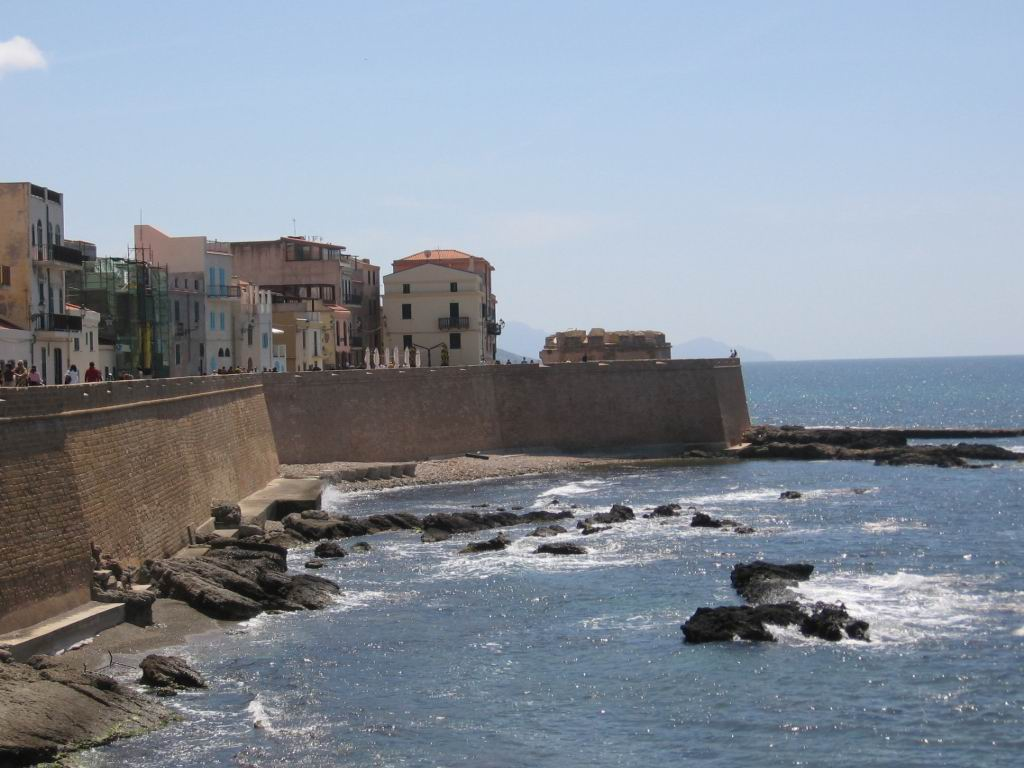
Muralla de Alguer

Hasta hace relativamente poco, la mayoría de los habitantes de la zona hablaban alguerés,[cita requerida] una variedad dialectal del catalán —con influencias del sardo y el italiano. El catalán fue reemplazado por el español como lengua oficial durante el siglo XVII, y, en el siglo XVIII, por el italiano.
En 1990 un 60 % de la población local aún entendía el alguerés hablado aunque, desde hace un tiempo, pocas familias lo han transmitido a los hijos. Aun así, la mayoría de los alguereses de más de 30 años lo saben hablar y diferentes entidades promueven la lengua y la cultura, como por ejemplo Òmnium Cultural, el Centro María Montessori y la Obra Cultural de Alguer.
Los últimos datos sociolingüísticos de la Generalidad de Cataluña (2004) reflejan que para el 80,7% de la población de Alguer la lengua materna es el italiano, siendo la primera lengua del 59,8% de la población y la habitual del 83,1%. El alguerés es la primera lengua para el 22,4% de la población pero menos de un 15% la tiene como lengua habitual o la considera propia. La tercera lengua, el sardo, muestra un uso menor.
El Estado italiano, en virtud de la "Norma en materia de tutela de las minorías lingüísticas históricas", prevé el uso de lenguas como el alguerés en la administración pública y en el sistema educativo, así como la puesta en marcha de trasmisiones radiotelevisivas por parte de la RAI siempre que el estatuto de lengua sujeta a tutela sea solicitado al consejo provincial por municipios en los que lo solicite el quince por ciento de la población. Anteriormente, el Consejo Regional de Cerdeña había reconocido la igualdad en dignidad de la lengua sarda con la italiana en toda la isla, así como con otras lenguas de ámbito más reducido, en la ciudad de Alguer. La ciudad, por su parte, promulga su tutela y normalización en sus estatutos.
Debido a la influencia catalana, los alguereses denominan a su ciudad "Barceloneta", y existen vínculos culturales, fomentados por la Generalidad de Cataluña dentro de su programa de inversión en la extensión de la lengua catalana, entre Cataluña y Alguer. Entre sus tradiciones vivas destaca el Cant de Sibil·la, que se canta en Nochebuena (como sucede en Mallorca).
En los últimos años ha habido un resurgimiento de la música cantada en alguerés.[cita requerida] Entre los más renombrados protagonistas de esta nueva ola destacan artistas como la cantante Franca Masu.

### Religión
La mayoría de la población de Alguer es cristiana, en su confesión católica. Alguer es la sede de la diócesis de Alghero-Bosa. En el territorio del municipio hay 16 parroquias y 14 iglesias no parroquiales, distribuidas entre el centro de la ciudad y el interior. Los edificios de culto del centro histórico son un signo inequívoco de la historia de la ciudad, con su arquitectura gótica, renacentista y barroca. En la parte nueva, sin embargo, las iglesias son un símbolo de la continua evolución de la ciudad, visible en los diferentes estilos y nuevas vanguardias arquitectónicas.

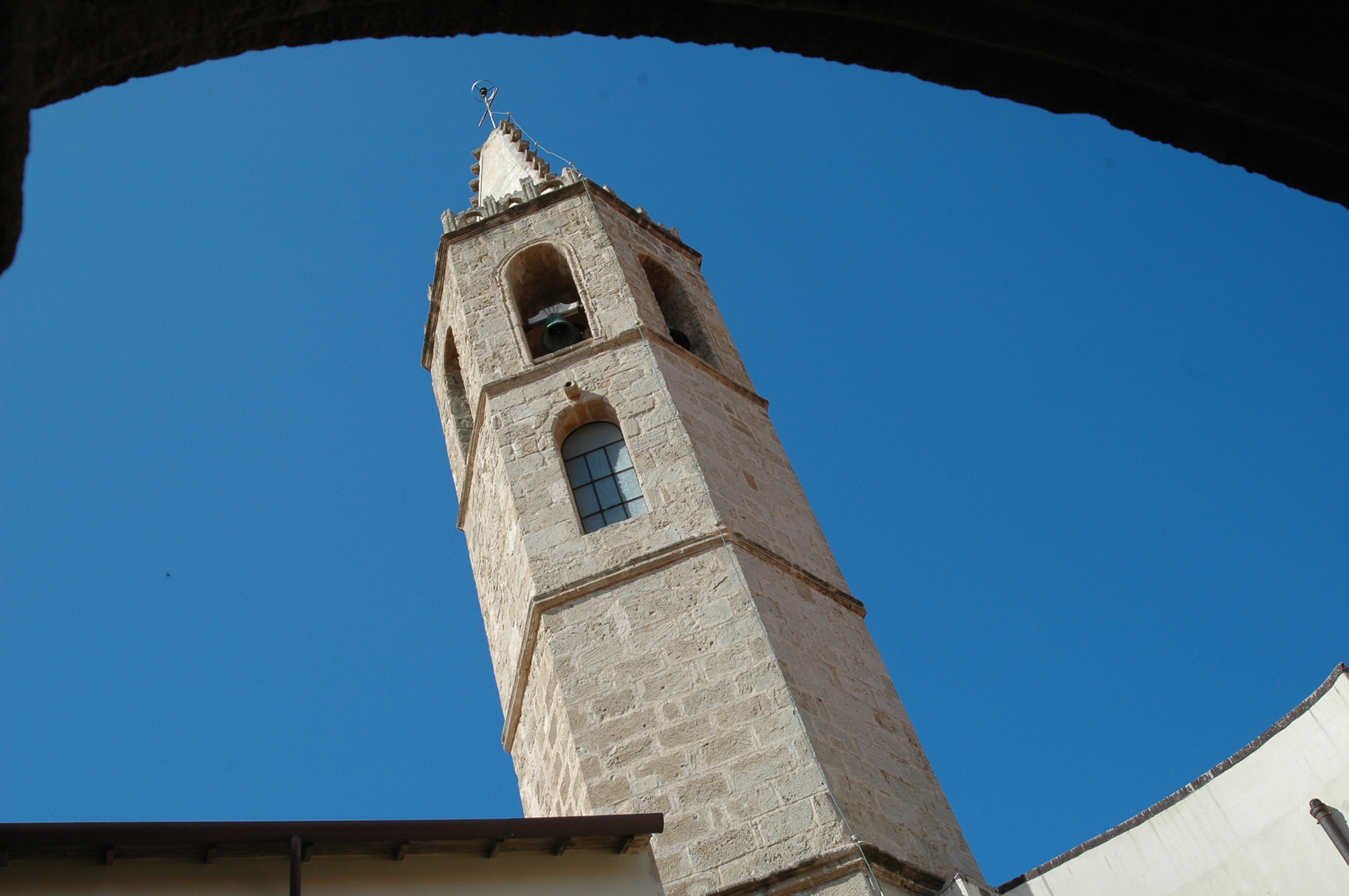
Campanario de San Francisco

#### Arquitectura religiosa
El centro histórico de Alguer es reconocido también por albergar un buen número de iglesias y otros monumentos religiosos. Los más importantes son:
- Catedral de Santa María Inmaculada, siglo XVI;
- Iglesia de Nuestra Señora del Carmen, siglo XVII;
- Iglesia de Santa Bárbara, siglo XV: la más antigua de la ciudad, ahora ortodoxa;
- Iglesia de San Francisco con el claustro, siglo XIV;
- Iglesia de San Miguel y cúpula policroma, siglo XVI.

## Ciudades hermanadas
- Balaguer (España)
- Tarragona (España) [17]
- Palma de Mallorca (España)
- Encamp (Andorra)

## Infraestructura y transporte
Aunque se sitúa en una isla, Alguer es una ciudad bien comunicada. Carreteras conectan con Sácer, capital provincial, el puerto principal está a tan solo 30 km de la ciudad y además el aeropuerto de Fertilia destaca a Alguer como una de las ciudades más visitadas de Italia, con muchas conexiones nacionales e internacionales que se incrementan en verano con los vuelos chárter. 

### Carreteras
Strada statale 127bis Settentrionale Sarda, lleva hasta Porto Conte en el norte y Sácer al este.
Strada statale 291 della Nurra, de Fertilia hasta Sácer.
Strada provinciale 42 dei Due Mari, llega hasta el puerto en Porto Torres.
Strada provinciale 105 Alghero-Bosa, vía panorámica, empieza en el sur de la ciudad y recorre el litoral hasta Bosa.
Strada statale 291 dir del Calich, que conecta la ciudad con el aeropuerto.

### Tren
Alguer cuenta con una estación de trenes en el barrio de la Pietraia, que conecta diariamente con Sácer.

### Puerto
La ciudad cuenta con un puerto deportivo, pero la conexión por mar se hace en Porto Torres, a unos 30 kilómetros del centro. Desde allí se puede llegar hasta Génova, Civitavecchia y Barcelona. 

### Aeropuerto
Situado a poco más de 10 km del centro, el aeropuerto internacional de Alghero – Fertilia es la principal conexión de la ciudad con el resto de Italia y de Europa. En los últimos años el crecimiento del aeropuerto ha contribuido al desarrollo de la ciudad y de la región.

## Principales eventos deportivos
- Cronoscalata Alghero-Scala Piccada (automovilismo)
- Rally de Cerdeña, varias ediciones desde 2004 hasta 2020 (asistencia de seguridad sanitaria COVID19[18]) (WRC)
- Carrera de millas marinas (natación)
- Campeonato Italiano de Pesas Welter (boxeo)
- Trofeo Tore Burruni (boxeo)
- Regata de San Olmo (vela latina)
- Trofeo Sant Joan (vela)
- Torneo Internacional de Judo Femenino (Jūdō)
- Sardinian Open Wheelchair Tennis (tenis en silla de ruedas)
- Gran gala dello sport e della televisione (premios y galardones deportivos)
- Volta a Cataluña 1986 (ciclismo)
- Giro de Italia 2007 (ciclismo)
- Copa Davis, Italia-Luxemburgo, 2007 (tenis)
- Giro de Italia 2017 (ciclismo)